# إسحاق إم. تايلور
إسحاق إم. تايلور (بالإنجليزية: Isaac M. Taylor)‏ هو طبيب أمريكي، ولد في 15 يونيو 1921، وتوفي في 3 نوفمبر 1996.